# Jimera de Líbar
Jimera de Líbar is een gemeente in de Spaanse provincie Málaga in de regio Andalusië met een oppervlakte van 27,00 km². Jimera de Líbar telt 409 inwoners (1 januari 2016).

## Demografische ontwikkeling
Bron: INE, 1857-2011: volkstellingen